# Abbess Beauchamp and Berners Roding
Abbess Beauchamp and Berners Roding är en civil parish i Epping Forest i Essex i England. Den har 311 invånare (2011). Det inkluderar Abbess Roding, Beauchamp Roding och Berners Roding.